# Mycetophila sordens
Mycetophila sordens är en tvåvingeart som först beskrevs av Christian Rudolph Wilhelm Wiedemann 1817.  Mycetophila sordens ingår i släktet Mycetophila och familjen svampmyggor.
Artens utbredningsområde är Tyskland. Inga underarter finns listade i Catalogue of Life.